# Дереволаз строкатощокий
Дереволаз строкатощокий (Dendrocolaptes picumnus) — вид горобцеподібних птахів родини горнерових (Furnariidae). Мешкає в Мексиці, Центральній і Південній Америці.

## Підвиди
Виділяють десять підвидів:

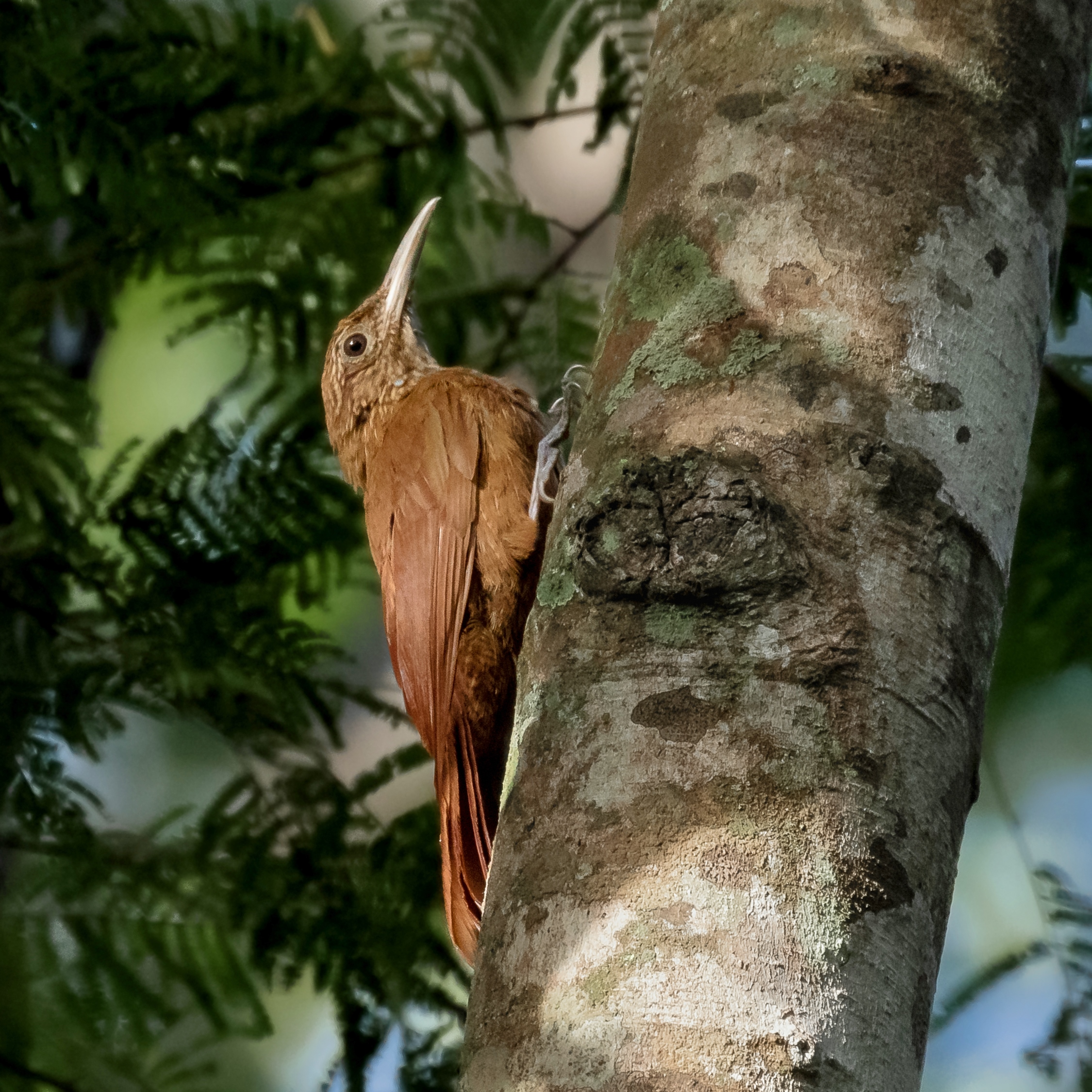
Строкатощокий дереволаз

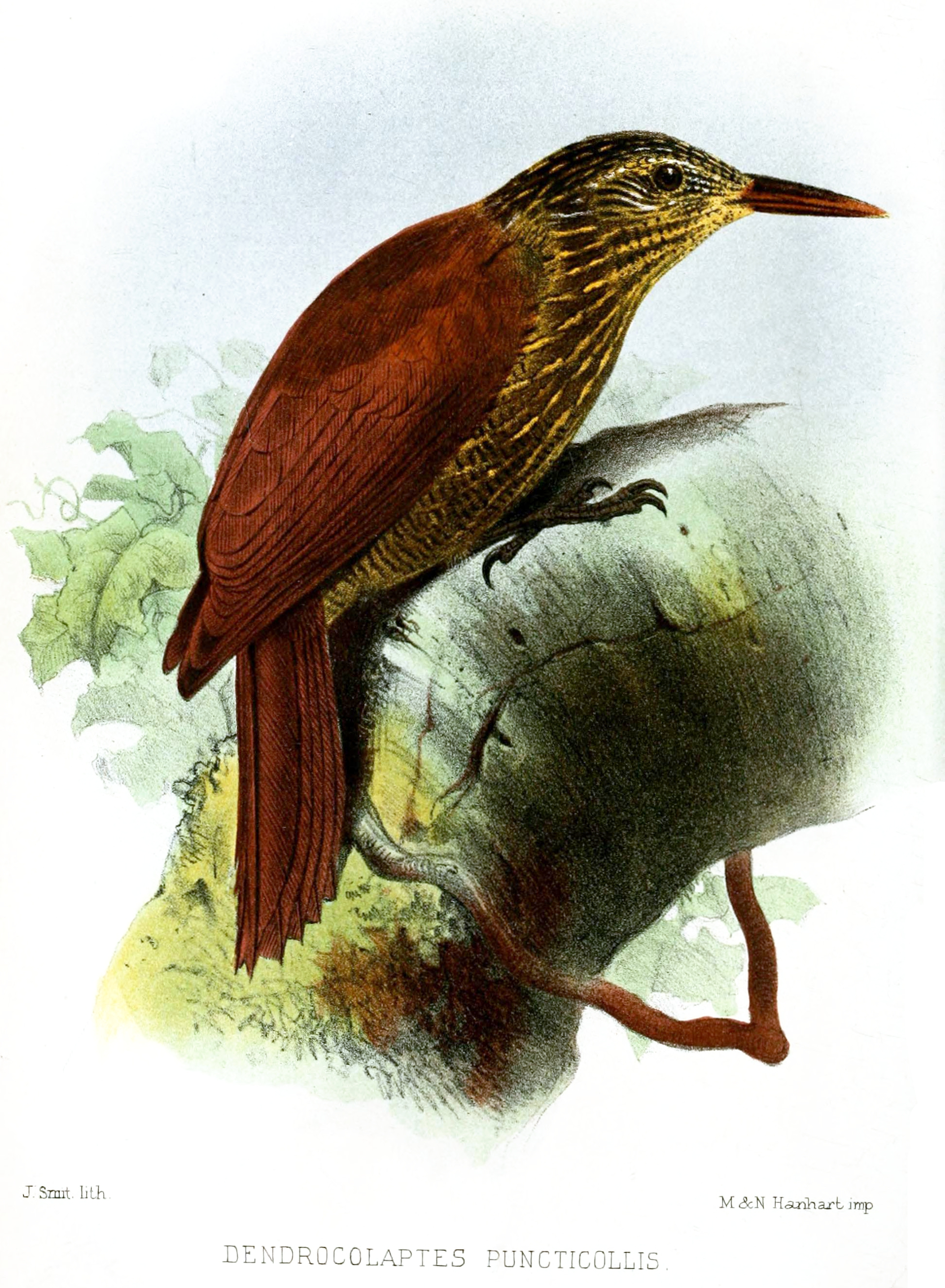
Строкатощокий дереволаз

- D. p. puncticollis Sclater, PL & Salvin, 1868 — високогір'я південної Мексики (Чіапас), центральної Гватемали, Гондурасу і Нікарагуа;
- D. p. costaricensis Ridgway, 1909 — високогір'я Коста-Рики і Панами;
- D. p. multistrigatus Eyton, 1851 — Сьєрра-де-Періха, Анди в Колумбії (на південь до Кауки), північно-західній і західній Венесуела (Кордильєра-де-Мерида);
- D. p. seilerni Hartert, E & Goodson, 1917 — Сьєрра-Невада-де-Санта-Марта (північна Колумбія) і Прибережний хребет на півночі Венесуели (від Фалькона на схід до Сукре і північного Монагаса);
- D. p. picumnus Lichtenstein, MHK, 1820 — південна і східна Венесуела, Гвіана і північна Бразилія (від Ріу-Негру до Амапи);
- D. p. validus Tschudi, 1844 — південно-східна Колумбія, схід Еквадору і Перу, північна Болівія і захід Бразильської Амазонії (на схід до Ріу-Негру і Мадейри, на південь до Мату-Гросу);
- D. p. transfasciatus Todd, 1925 — Бразильська Амазонія (від Амазонки на південь до Мату-Гросу, між річками Тапажос і Шінгу);
- D. p. olivaceus Zimmer, JT, 1934 — східні передгір'я Болівійських Анд;
- D. p. pallescens Pelzeln, 1868 — регіон Чако у східній Болівії, південно-західній Бразилії (захід Мату-Гросу, захід Мату-Гросу-ду-Сул) і західному Парагваї;
- D. p. casaresi Steullet & Deautier, 1950 — східні передгір'я Анд на північному заході Аргентині (Жужуй, Сальта, Тукуман).

## Поширення і екологія
Строкатощокі дереволази мешкають в Мексиці, Гватемалі, Гондурасі, Нікарагуа, Коста-Риці, Панамі, Колумбії, Венесуелі, Гаяні, Суринамі, Французькій Гвіані, Еквадорі, Перу, Болівії, Бразилії, Аргентині і Парагваї. Вони живуть в підліску вологих рівнинних і гірських тропічних лісів, заболочених і варзейських лісах (тропічних лісах у заплавах Амазонки і її притоків) та на плантаціях. Зустрічаються на висоті до 3000 м над рівнем моря. Живляться комахами та іншими безхребетними.